# 해제남초등학교
해제남초등학교는 대한민국 전라남도 무안군 해제면 천장리에 있는 공립 초등학교다.

## 학교 연혁
- 1941년 6월 24일 천장공립국민학교 개교
- 1950년 6월 1일 천장국민학교로 개칭
- 1978년 12월 22일 해제남국민학교 개칭
- 1982년 3월 5일 병설유치원 개원
- 1990년 3월 1일 양월분교장 본교에 편입
- 1996년 3월 1일 해제남초등학교로 개칭
- 2015년 9월 1일 제76대 김만덕 교장 부임
- 2018년 2월 9일 제73회 졸업(졸업생 총수 : 4201명)

## 참고 자료
- 해제남초등학교 - 한국교육학술정보원 학교알리미